# Tetraodorhina latescutellata
Tetraodorhina latescutellata är en skalbaggsart som beskrevs av Moser 1919. Tetraodorhina latescutellata ingår i släktet Tetraodorhina och familjen Cetoniidae. Inga underarter finns listade i Catalogue of Life.